# Куренёвский мятеж
Куренёвский мятеж или Куренёвское восстание (укр. Курені́вське повста́ння) — организованное массовый вооружённое выступление против большевистской власти, осуществлённое 9-10 апреля 1919 крестьянами ряда пригородов Киева и пригородных сёл при поддержке повстанческих отрядов и координации с военным командованием УНР.
Воспользовавшись тем что часть городского гарнизона была отправлена на борьбу с атаманом Зелёным, 9 апреля 1919 И. Т. Струк решился штурмовать Киев, огласив в сёлах мобилизацию. Пользуясь внезапностью, повстанцы заняли Вышгород, а ночью просочились в предместья Киева: на Приорку, Святошино, Куреневку, Подол. В самом Киеве началось Куренёвское восстание, которое готовилось местными кооператорами.
Против мятежников были брошены последние красные резервы: караульная рота, чекисты (в числе которых Ю. М. Перцов), советские чиновники во главе с членами правительства УССР (Г. Л. Пятаковым, К. Е. Ворошиловым, А. С. Бубновым). Красным с большим трудом удалось отстоять Киев, после чего отряды И. Т. Струка отошли на север Киевщины, где в мае-августе 1919 отражали ответное наступление Красной армии.